# 海鳥社
有限会社海鳥社（かいちょうしゃ）は、福岡県福岡市博多区に所在する日本の出版社。1985年（昭和60年）に葦書房の社員であった西俊明と別府大悟が中心となって設立した。
社名は作家の上野英信に「朝鮮半島から九州・沖縄を結ぶ
巨大な＜文化弧＞のカナメとなれ」という言葉をもらったことに由来する。おもに地元・福岡および九州各地に関する歴史（郷土史）、文化、文学（郷土文学）、教育、自然環境、地元著名人のエッセイ集、写真集、観光ガイド本など、幅広いジャンルの書籍の出版を手がけている。双書（シリーズ）として「海鳥社ブックス」、また雑誌「海路」を刊行している。
『加藤典洋の発言』シリーズをはじめとして、竹田青嗣、内田樹、橋爪大三郎といった著名な評論家などの著作を刊行している。